# Echo Park (canción)
Echo Park es una canción en inglés de la cantautora mexicana Ximena Sariñana, lanzado de su segundo álbum de estudio, de su mismo nombre artístico (2011). Fue lanzado en septiembre del 2011 como el segundo y último sencillo del disco y está disponible en plataformas digitales (sencillo solo y en el álbum).